# Důl Svinov
Důl Svinov byl černouhelný hlubinný důl v Ostravě-Svinově.

## Historie

### Vlastníci kutacího pole do roku 1945
V kutacím obvodě Svinov prováděli kutací práce moravskoostravští měšťané František a Jan Oderští. V šachtici, kterou nechali vyhloubit na základě průzkumu na ostatních kutištích, narazili na několik slabých slojí. Neperspektivní sloje a vyčerpání finančních prostředků vedlo k odprodeji kutacích obvodů. V roce 1869 prodali své kutací obvody Vordernberskému těžířstvu (Vordernberger Radgewerkschacht, Vordernberg). Těžířstvo prohloubilo kutací jámu do hloubky 109,1 m a v roce 1876 ze dna jámy provedlo úpadní vrt. V roce 1889 kutací obvod Svinov odkoupila společnost Těžířstvo Vladimír Vondráček a spol. Společnost Hornoslezské koksovny a chemické továrny a.s. (Oberschlesische Kokswerke und Chemische Fabriken, A.G.) v Berlíně, založená hornoslezským uhlobaronem Fritzem von Friedländerem-Fuld a kapitálově spojená s jednou z nejsilnějších bank v Německu – bankou Berliner Handels-Gesellschaft, A.G., vlastnila dceřinou společnost Těžířstvo Marie Anna (Moravskoostravské těžířstvo Marie Anna (Mährish-Ostrauer Steinkohlengewerkschaft Marie Anne). Tato výkonná složka zakoupila v roce 1896 v oblasti Lhotky (od roku 1901 Mariánské Hory), Nové Vsi a Přívozu veškerý majetek Těžířstva Vladimír Vondráček a spol. za částku 10 mil. marek. V roce 1910 byl veškerý majetek Těžířstva Marie Anna prodán Rakouské báňské a hutní společnosti, a.s., Vídeň, později Báňská a hutní společnost, Brno, které byl majetek znárodněn v roce 1945.

### Důl Svinov
V roce 1952 byla založena výdušná jáma Svinov s označením Šverma č. 2 jako součást dolu Jan Šverma. Zakladatelem byl československý stát prostřednictvím OKD, n.p. Ostrava, v jihozápadní části ODP, v průzkumném poli Svinov (tzv. Svinovské karbonské elevaci). Hloubení větrné jámy Svinov bylo ukončeno v roce 1955 v hloubce 660,1 m (včetně jámové tůně hluboké 22 m). Byla zde otevřená čtyři provozní patra č. 3 až č. 7. V hloubce 638,1 m tj. v 7. patře bylo vyraženo těžní patro. V roce 1958 byla větrní jáma uvedena do provozu a sloužila pro zlepšení větrních a klimatických poměrů v jižní části dobývacího pole dolu Jan Šverma. Také umožnila rozvoj těžby v této lokalitě. V roce 1964 se větrná jáma stala součástí nového pomocného dolu Svinov. V sedmdesátých letech 20. století byla změněna na jámu vtažnou. Pomocný důl Svinov, někdy označovaný jako Šverma II, byl založen v roce 1964. Důvodem byla velká vzdálenost důlních pracovišť od mateřského dolu Jan Šverma, který v dobývacím prostoru Svinov už od 50. let 20. století prováděl těžební činnost a postupně sem přesouval těžbu uhlí. Na počátku 70. let tvořila doplňkovou těžbu dolu Jan Šverma. Postupem doby těžba uhlí narůstala a před ukončením činnosti dolu tvořila přibližně polovinu těžby podniku cca 300 000 tun. Do roku 1974 byla jáma prohloubena na konečnou hloubku 872,0 m (včetně jámové tůně hluboké 26,4 m). V hloubce 846 m bylo vyraženo 8. patro. Jáma sloužila pro jízdu lidí, dopravu materiálu a těžbu odvalového kamene.

### Jáma Oderský
V srpnu 1973 byla založena druhá jáma (diagonální výdušná) v jižním okraji dobývacího pole Svinov. Její hloubení bylo ukončeno v roce 1978 v konečné hloubce 885,1 m (včetně jámové tůně 27,8 m hluboké). Byla nazvána jáma Oderský podle prvních kutéřů Františka a Jana Oderských. Na jámě byly nainstalovány výkonné ventilátory s kapacitou 10 000 m3/min. S dolem Svinov byla větrná jáma Oderský propojena překopy v úrovni 6., 7., 7/8. a 8. patra. Ústí jámy bylo zakryto poklopem pod kterým byly zaústěny sací kanály ventilátorů. Těžní věž a těžní stroj byly postaveny později, jejich dokončení proběhlo až v roce 1991 s povolenou mimořádnou jízdou na laně.

### Současný stav
S účinností k 31. prosinci 1991 byla ukončena těžba černého kamenného uhlí na Dole Jan Šverma. Do 31. března 1992 probíhala těžba bez přítomnosti lidí (metoda, kdy se uhelná sloj navrtala ze spodní úvrati porubu dlouhými vrty a následně odstřelila, přičemž rozpojené uhlí se samospádem sesulo na spodní chodbu a následně bylo odtěženo; stejná metoda se užívala např. na dole Odra v Přívoze).
V období od 10. června 1992 do 23. listopadu 1992 byla likvidována jáma Oderský (zásyp jámy ukončen v listopadu 1992). V období od května 1992 do ledna 1993 byl likvidován důl Svinov. Část provozních objektů byla zbořena, jámy likvidovány zasypáním, které bylo ukončeno k 10. prosinci 1992. Těžní věž Dolu Svinov vysoká 40,5 m byla odstřelena 23. ledna 1994. Od roku 2003 vede částečně přes bývalý areál Dolu Svinov dálnice D1.

## Těžba
V důlním poli Dolu Svinov probíhala těžba v letech 1971–1991. Dobývány byly sloje spodních hrušovských a petřkovických vrstev ostravského souvrství. Sloje byly v šikmém až strmém uložení. Uhlí bylo dobýváno z hloubky až 915 m. Vyrubané uhlí bylo podzemními překopy pomocí velkokapacitních vozů dopravováno na mateřský závod důl Jan Šverma. Těžba byla vykazována společně s Dolem Jan Šverma.
:
| Název               | Druh jámy | Založení | hloubka jámy [m] | těžba     | roční těžba [t] | likvidace   | dobývací pole [ha] | poznámka                    |
| ------------------- | --------- | -------- | ---------------- | --------- | --------------- | ----------- | ------------------ | --------------------------- |
| Oderská kutací      | kutací    | 1876?    | 120              |           |                 | 19. století |                    |                             |
| Oderský / Výdušná 6 | výdušná   | 1973     | 885,1            |           |                 | 1992        |                    |                             |
| Svinov / Těžní 2    | vtažná    | 1952     | 867,7            | 1971–1991 | 300 000         | 1992        | 829                | 2 jámy, 8 pater, 1 podpatro |
| Zdroj               |           |          |                  |           |                 |             |                    |                             |